# Astroblème de Boltysh
L'astroblème de Boltysh est un cratère d'impact situé en Ukraine. Son diamètre est de 24 km et son âge a été estimé à 65,17 millions d'années (± 0,64 million d'années).

## Présentation
L'astroblème de Boltysh est situé dans le centre de l'Ukraine, dans le bassin de la rivière Tiasmyn, un affluent du Dniepr. Son diamètre est de 24 km, il est entouré de dépôts d'éjectas de brèches couvrant actuellement une surface de 6 500 km2. On estime qu'immédiatement après l'impact les éjectas auraient couvert une surface de 25 000 km2 sur une épaisseur d'un mètre ou plus, dans les zones éloignées du point d'impact, et jusqu'à 600 m aux abords du cratère.
Le cratère présente un pic central d'environ 6 km de large s'élevant à environ 550 m au-dessus du fond du cratère. Cette surélévation est actuellement enfouie sous 500 m de sédiments et a été découverte dans les années 1960 lors d'opération de recherche de pétrole.

## Âge
Lors de sa découverte, l'âge du cratère n'a pu être estimé qu'à partir des roches propres à l'impact d'une part, et des sédiments qui se sont déposés sur le cratère d'autre part.
L'analyse des roches impactées démontra que celles-ci dataient du Cénomanien (98,9 à 93,5 millions d'années) et du Turonien (93,5 à 89 millions d'années) tandis que l'analyse des échantillons des fossiles contenus dans les sédiments leur attribua un âge allant de 54,8 à 65 millions d'années. L'âge du cratère était donc compris entre 54,8 et 98,9 millions d'années.
Par la suite, la fourchette d'âge a été réduite par datation radiométrique. La concentration d'uranium 238 permit d'évaluer l'âge à 65,04 ± 1,10 million d'années, enfin l'analyse du rapport potassium-argon affina le précédent résultat pour donner un âge de 65,17 ± 0,64 million d'années.

## Hypothèse de l'impact multiple
Le cratère de Boltysh est daté de la fin du Crétacé, tout comme le cratère de Chicxulub (dans la péninsule du Yucatan au Mexique). Cette coïncidence a permis d'émettre l'hypothèse de l'existence d'un lien entre l'extinction massive de la fin du Crétacé et la chute simultanée de plusieurs météorites probablement issues d'un même corps céleste (phénomène appelé catena), ce phénomène étant de mieux en mieux connu, l'exemple le plus célèbre étant celui de la comète Shoemaker-Levy 9.
Cependant, les datations établies en 2013 montrent que ces événements ne sont pas contemporains, en particulier avec la formation du cratère géant de Chicxulub résultant de l'impact d'un astéroïde de 11 à 81 km de diamètre, et généralement considéré comme le responsable de l'extinction massive de la fin du Crétacé,. Les analyses radiométriques de haute précision de ce dernier lui ont attribué un âge de 66 038 000 ans ± 11 000 ans,.
La différence de datation minimale entre les deux événements n'est toutefois que d'environ 200 000 ans, ce qui est une durée très faible à l'échelle des temps géologiques.